# البطولة الوطنية المجرية 1942–43
البطولة الوطنية المجرية 1942–43 (بالمجرية: 1942–1943-as magyar labdarúgó-bajnokság)‏ هو الموسم 40 من  البطولة الوطنية المجرية. أشرف على تنظيمه اتحاد المجر لكرة القدم، وكان عدد الأندية المشاركة فيه  16، وفاز فيه نادي سيبيل ‏.